# Кульчин (Луцький район)
Кульчи́н — село в Україні, у Луцькому районі Волинської області. Входить до складу Луцької міської громади. Населення становить 1408 осіб. Село удостоєне премії «Село року в Україні» в 2013—2014, 2016 роках. У селі працює Кульчинський силікатний завод. На території села є старовинний млин (вул. Гвардійська 19). У селі також є храм св. Юрія. Працюють сауна «САКУРА», магазини «Біля Церкви», «Млин», «Затишок», «Завод». Є зала для проведення бенкетів, яка користується великою популярністю серед людей сусіднього міста — Луцьк.

## Географія
Село розташоване на правому березі річки Стир.

## Історія
На території села знайдено кераміку маліцької культури (3200-2700 роки до н.е.). В північно-західній частині села, в урочищі Серховець, на правому березі р. Стир, містилося одношарове поселення трипільської культури. Є окремі знахідки матеріалів середньодніпровської культури шнурової кераміки (3000-2350 роки до н. е.).
Село Кульчин згадується в 1545 році в описі Луцького замку, якому воно тоді належало. Обов'язком Кульчинських селян було 3 рази на рік 4 дні косити і 3 дні жати, а також давати данину медом. Згадується Кульчин і в люстрації Луцького замку 1552 року «Село Колчино. В сем селе дворищ четырнадцать, а служба следующая: все люди из этих дворищ ходят жать рожь в поле, а четвертый день косят, да на дворе королевском делают черные печи в гриднях, обсыпают светлицы и мажут, дают продовольствие на послов татарских деньгами, иногда, говорят, наместник ключника берет с них шести коп грошей».
У 1585 році село належало Луцькій єпископії, в 1596 році було у власності Луцького владики Кирила Терлецького. В 1628 належало до луцького ключництва, а з 1863 року Кульчином володів російський князь Багратіон Імеретинський. У Кульчині в кінці XIX — поч. ХХ ст. майже у кожній хаті. займались гончарством. Про це свідчить велика кількість гончарних печей («горнів», як їх називають у селі), що збереглися до нашого часу. Особливості рельєфу Кульчина сприяли їх своєрідному розташуванню. Найчастіше горни розміщали на крутих схилах понад річкою Стир. У Кульчині з початку ХХ ст. стали виготовляти лише світлоглиняний («на біло») та полив'яний посуд. Проте ще у кінці XIX ст. майже всюди у селі робили «сиваки» (димлений посуд). За переписом 1911 року в селі Кульчин було 614 жителів, діяв паровий млин.
Під час Першої світової війни з 1915 р. село перебувало в австрійській окупації. На п'ятий день Брусиловського прориву 26 травня (8 червня) 1916 р. 102-а дивізія російської армії вже підійшла до Кульчина і готувала переправу через річку.
У 2017—2020 у складі Жидичинської сільської громади.
Рішенням сесії Жидичинської сільської ради в селі Кульчин на честь Володимира Зарадюка перейменовано вулицю.
12 червня 2020 року, згідно з розпорядженням Кабінету Міністрів України  № 708-р, село увійшло до складу Луцької міської громади.
19 липня 2020 року, в результаті адміністративно-територіальної реформи та ліквідації Ківерцівського району, село увійшло до складу Луцького району.
У квітня 2025 року поблизу села Кульчин посадили «Ліс Героїв» — алея дубів, закладена родинами загиблих захисників України.

## Населення
Згідно з переписом УРСР 1989 року чисельність наявного населення села становила 910 осіб, з яких 438 чоловіків та 472 жінки.
За переписом населення України 2001 року в селі мешкали 864 особи.

### Мова
Розподіл населення за рідною мовою за даними перепису 2001 року:
| Мова       | Відсоток |
| ---------- | -------- |
| українська | 97,69 %  |
| російська  | 2,20 %   |
| білоруська | 0,12 %   |

## Відомі люди
- Зарадюк Володимир Володимирович — Солдат, кулеметник 3-го батальйону 51-ї окремої механізованої бригади Сухопутних військ ЗС України, загинув під час проведення антитерористичної операції на сході України[13].

## Галерея

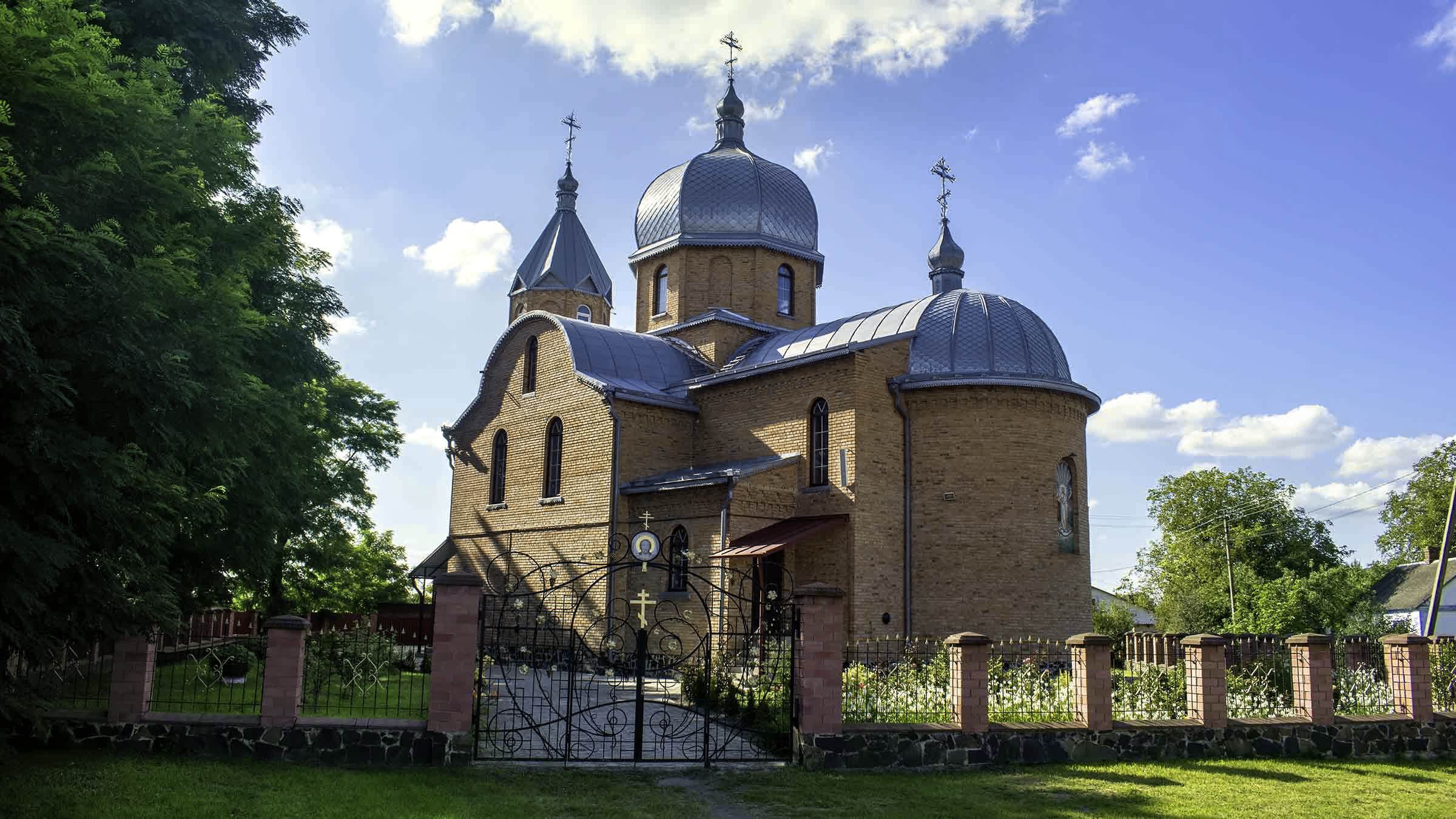
Церква Великомученика Юрія Переможця
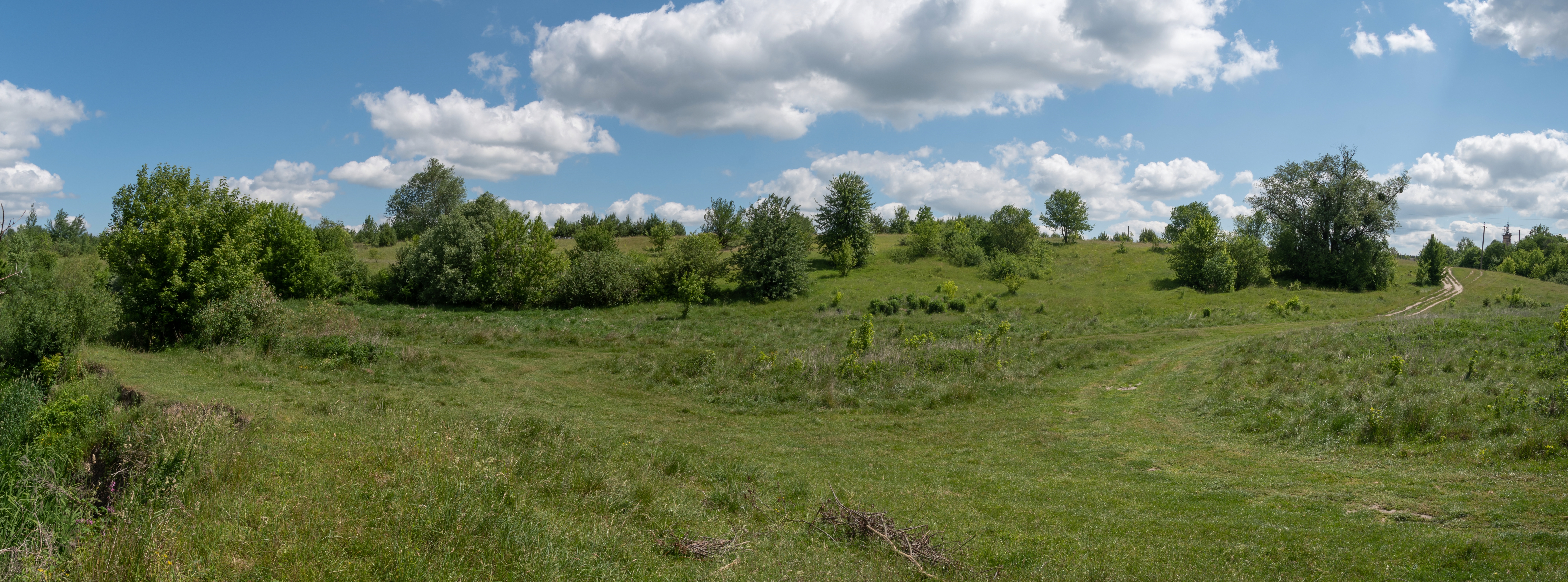
Місце стародавнього поселення трипільської культури
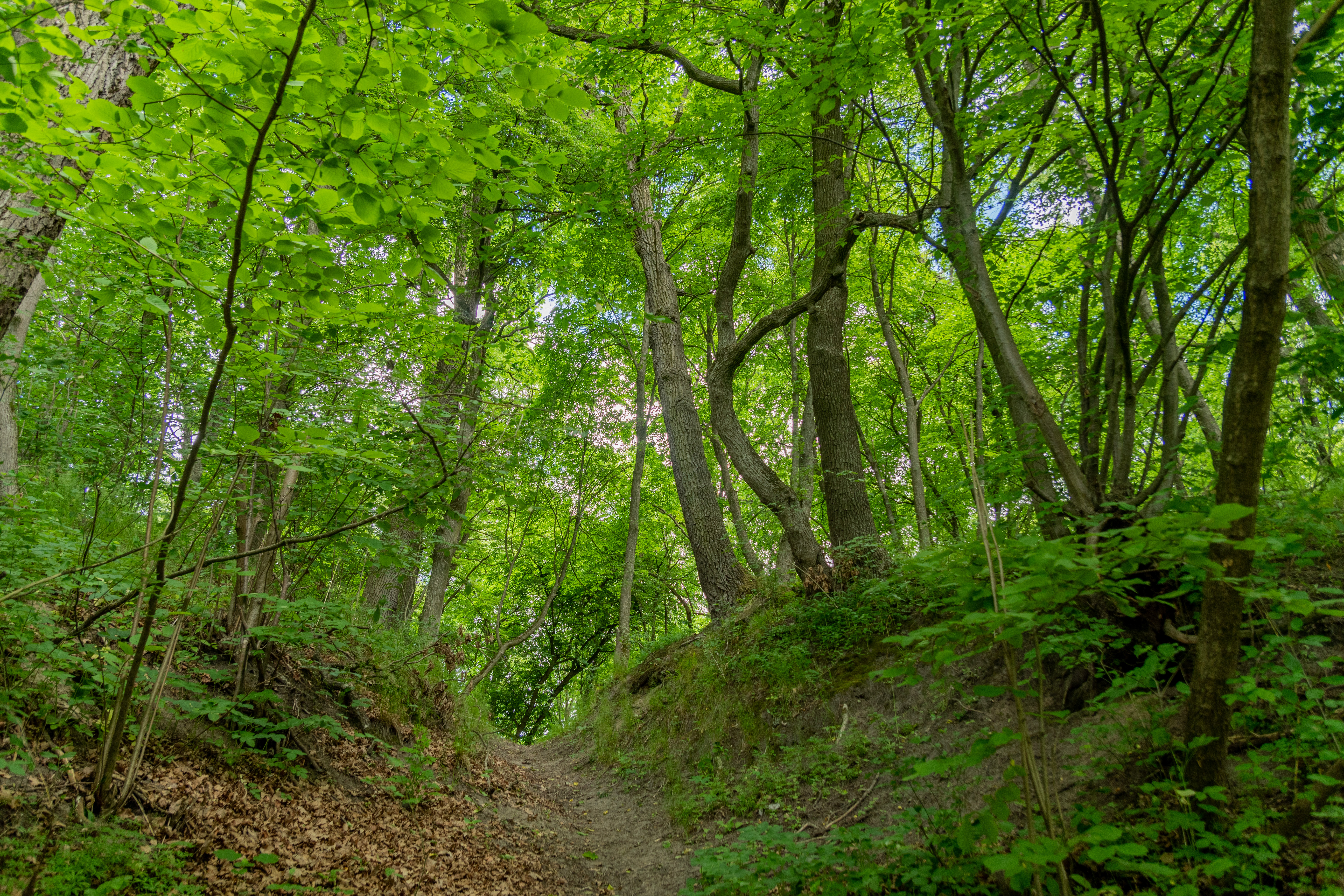
Ліс біля села